# Henriette Sélincart
Henriette Sélincart, il cui cognome è riportato anche come Selincourt (Nancy, 1644 – Parigi, 1º settembre 1680), è stata una modella francese che posò per Charles Le Brun.

## Biografia
Nata nel 1644, Henriette Sélincart era la figlia di un mercante parigino. Il 10 settembre del 1662, nella parrocchia di San Germano d'Auxerre, sposò il disegnatore e incisore Israël Silvestre (1621-1691), che aveva vent'anni più di lei. Da questa unione nacquero almeno dieci figli, in meno di quattordici anni.

Henriette Sélincart morì il primo settembre del 1680, a Parigi, e venne sepolta nella chiesa di San Germano d'Auxerre. Il suo epitaffio venne composto dal signor Dorbay, un letterato francese. Dei suoi figli, solo cinque sopravvissero al padre, che morì l'11 ottobre del 1691 nell'alloggio che gli era stato assegnato alle gallerie del Louvre tramite un brevetto reale. Louis de Silvestre, il terzo figlio della coppia (che non morì prematuramente) divenne un pittore.

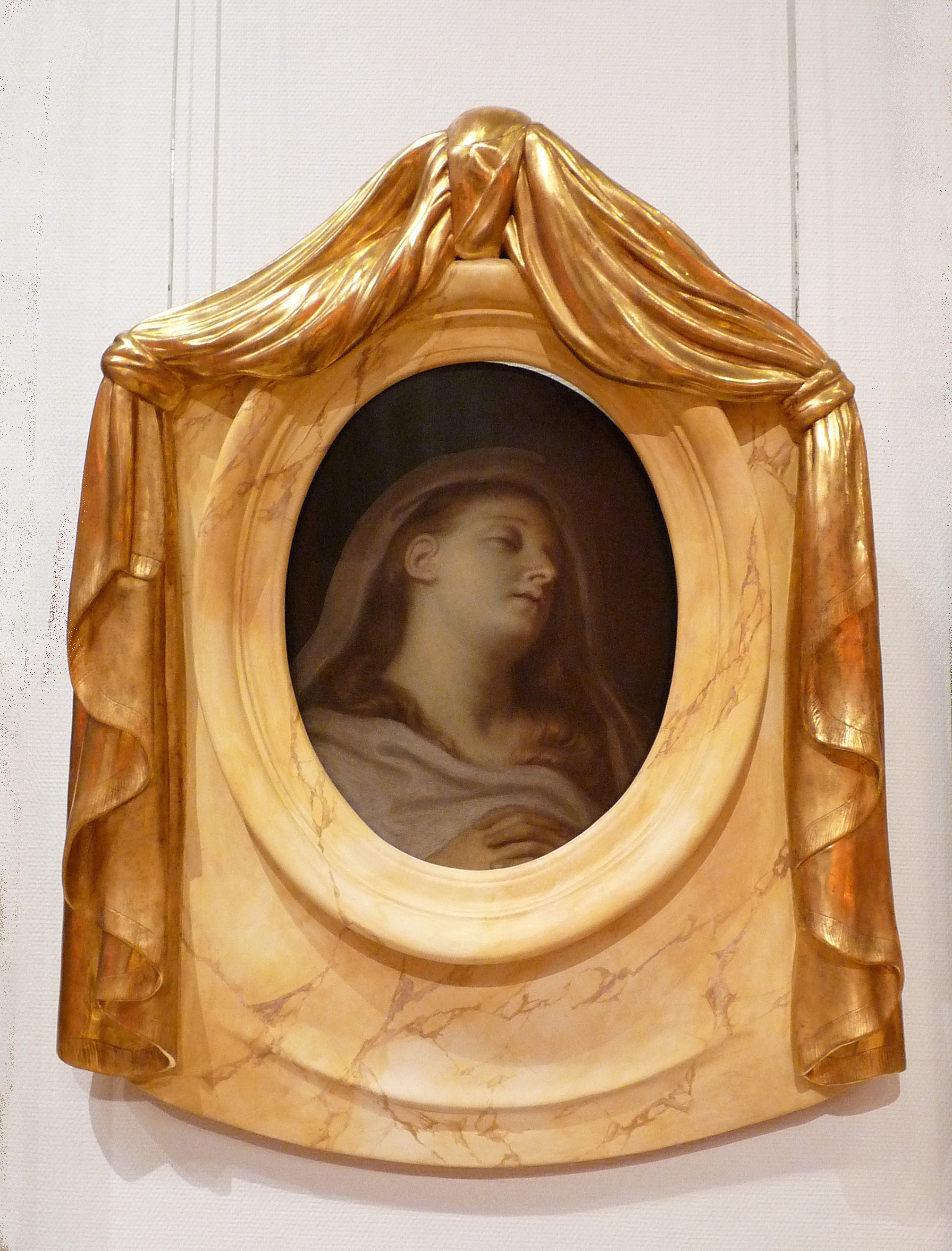
Charles Le Brun, Ritratto funerario di Henriette Sélincart, 1680, olio su marmo, museo di belle arti di Reims

Si racconta che Henriette Sélincart fosse una donna straordinaria tanto per il suo spirito quanto per la sua bellezza, come testimoniano i ritratti realizzati dal suo amico Charles Le Brun, in particolare, in particolare il Ritratto funerario di Henriette Sélincart "in punto di morte, su un fondo di marmo nero", realizzato per il suo monumento funebre eretto nel 1680 nella chiesa di San Germano d'Auxerre. Questo ritratto, come pure quello a pastello, realizzato sempre da Le Brun, si conservano dal 1980 al museo di belle arti di Reims.